# Лиматола
Лиматола (итал. Limatola) је насеље у Италији у округу Беневенто, региону Кампанија.
Према процени из 2011. у насељу је живело 2668 становника. Насеље се налази на надморској висини од 49 м.

## Становништво
Према резултатима пописа становништва 2011. у општини је живело 4.077 становника.
| 1951. | 1961. | 1971. | 1981. | 1991. | 2001. | 2011. |
| ----- | ----- | ----- | ----- | ----- | ----- | ----- |
| 3.389 | 3.255 | 3.150 | 3.188 | 3.527 | 3.623 | 4.077 |